# Mouvement Bwa kale
 (février 2025).
L'insécurité à Haïti due à l'instabilité politique et la prolifération de bandes armées a mené la population à fuir. 
L'ONU dénonce une guerre des gangs. De nombreux enlèvements avec rançons poussent la population à bout. Le lundi 24 avril 2023 à Port-au-Prince dans le quartier Canapé-Vert, un bus provenant de Pétion-Ville est contrôlé par la police et 14 personnes sont arrêtées par la police lorsque des armes à feux et des munitions sont découvertes. Une rumeur se propage que des membres de gangs sont arrêtés. La population se réunit devant le commissariat et réclame à la police que les criminels lui soient remis, ceux-ci se feront lyncher, tuer puis brûler,.
Cet incident a lancé un mouvement de révolte qui vise à éliminer les membres des gangs. Le risque de mise à mort de faux criminels est élevé à cause des jugements populaires et leur caractère expéditif. Il est aussi facile d'infiltrer ce mouvement populaire par des membres de gang.

## Appellation
Le terme bwa kalé est de l'argot haïtien qui dérive de bois calé. Il peut être traduit par « phallus tumescent » ou « pieux affuté ». L'expression est aussi utilisée pour désigner un pénis circoncis en érection.
Cela reste surtout un slogan de ralliement et d'expression d'un mécontentement vis-à-vis de l'état. On le retrouve en chanson.

## Lynchages
| Date          | Lieux        | Victimes | Gang(s) incriminé(s) |
| ------------- | ------------ | -------- | -------------------- |
| 24 avril 2023 | Canapé-Vert  | 14       | Le premier évènement |
| 2 mai 2023    | Pétion-Ville | 6        | Gang de Ti Makak     |